# Būbaktān
Būbaktān (persiska: بوبکتان) är en ort i Iran.   Den ligger i provinsen Kurdistan, i den nordvästra delen av landet, 500 km väster om huvudstaden Teheran. Būbaktān ligger 1 647 meter över havet och antalet invånare är 465.
Terrängen runt Būbaktān är kuperad. Runt Būbaktān är det ganska glesbefolkat, med 50 invånare per kvadratkilometer. Närmaste större samhälle är Markhoz, 12,9 km öster om Būbaktān. Trakten runt Būbaktān består i huvudsak av gräsmarker.